# Macrogastra plicatula
Macrogastra plicatula е вид коремоного от семейство Clausiliidae.

## Разпространение
Разпространен е в Европа (Чехия, Словакия, Украйна и др).

## Описание
Теглото на възрастния индивид е около 66 ± 1,6 мг.